# Liste der Naturdenkmale in Am Mellensee

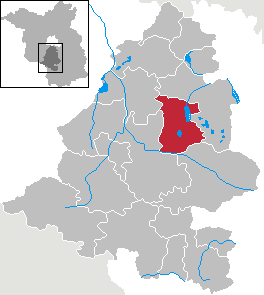
Lage von Am Mellensee

Die Liste der Naturdenkmale in Am Mellensee enthält die Naturdenkmale der amtsfreien brandenburgischen Gemeinde Am Mellensee und ihrer Ortsteile, welche durch Rechtsverordnung geschützt sind. Naturdenkmäler sind Einzelschöpfungen der Natur, deren Erhaltung wegen ihres beeindruckenden Aussehen, ihrer Seltenheit, ihren Alter oder ihrer Eigenart sowie ihrer ökologischen, wissenschaftlichen, geschichtlichen, volks- oder heimatkundlichen Bedeutung im öffentlichen Interesse liegt oder den Landschaftsraum prägen. Grundlage sind die Veröffentlichungen des Landkreises Teltow-Fläming, wo durch die entsprechenden staatlichen Behörden per Rechtsverordnung oder Gesetz die Naturdenkmale festgesetzt wurden. Dabei wird durch die Festsetzung in 4 verschiedene Kategorien unterschieden:
- Bäume – „Bäume, Baumreihen, Baumgruppen, Alleen, Relikte natürlicher Wälder“[3]
- Findlinge[4]
- Naturdenkmal nass – „Hohlformen, Quellen/Salzaustritte, Moore, Moorseen, Feuchtwiesen, natürliche Bachläufe“[5]
- Naturdenkmal trocken – „Erosionsrinnen, Trockentäler, Dünen, Trockenhänge, Heiden, Erdfälle, Trockenrasen“[6]

## Legende
In den Spalten befinden sich folgende Informationen:
- Nr.: Identifizierungsnummer nach veröffentlichter Liste. Sie wird von der unteren Naturschutzbehörde des Landkreises oder der kreisfreien Stadt vergeben. Wenn sie bekannt ist, wird sie angegeben. In dieser Spalte kann sich zusätzlich das Wort Wikidata befinden, der entsprechende Link führt zu Angaben zu diesem Naturdenkmal bei Wikidata.
- Bezeichnung: Benennung des Naturdenkmals, in der Regel wird bei Bäume die Baumart genannt. Bekannte Eigennamen werden mit angegeben.
- Gemarkung: Ort oder Gemarkung, in der sich das Naturdenkmal befindet
- Lage: Nennt die Lage des Naturdenkmals im jeweiligen Ortsteil und die geografischen Koordinaten des Naturdenkmals. Link zu einem Kartenansichtstool, um Koordinaten zu setzen. In der Kartenansicht sind Naturdenkmale ohne Koordinaten mit einem roten beziehungsweise orangen Marker dargestellt und können in der Karte gesetzt werden. Denkmale ohne Bild sind mit einem blauen bzw. roten Marker gekennzeichnet, Denkmale mit Bild mit einem grünen beziehungsweise orangen Marker.
- Beschreibung: die Beschreibung des Naturdenkmales
- Schutzzweck: Erläutert den Grund der Unterschutzstellung
- Bild: Zeigt ein Bild des Naturdenkmales und gegebenenfalls ein Link zu weiteren Fotos im Medienarchiv Wikimedia Commons

## Alexanderdorf

### Bäume
| Bild                                    | Bezeichnung                       | Lage | Beschreibung       | Schutzzweck                                                | Nummer                                 |
| --------------------------------------- | --------------------------------- | --- | ------------------ | ---------------------------------------------------------- | -------------------------------------- |
| Direkt Bild zu diesem Denkmal hochladen | Eiche (Baum)                      | Alexanderdorf, N Kloster; Flur 1, Flurstück 348 ()                                                                 | ehemalig           | Eigenart (Ausbildungsform)                                 | Blattnummer: 5, Registernummer: B0660  |
| BW                                      | Eichenreihe (Baumreihe)           | Alexanderdorf, Dorfstraße; Flur 1, Flurstück 562, 563, 564, 565, 566, 567, 568 (52° 9′ 42,9″ N, 13° 19′ 40,6″ O)   | 11 Bäume, ehemalig | Erdgeschichtliche Bedeutung, Naturgeschichtliche Bedeutung | Blattnummer: 9, Registernummer: B0811  |
| BW                                      | Stieleiche (Quercus robur) (Baum) | Alexanderdorf, 0,25 km NNO Ortsrand, Waldrand; Flur 1, Flurstück 647 (hist. 177) (52° 10′ 4,3″ N, 13° 19′ 36,3″ O) |                    | Eigenart (Alter, Größe)                                    | Blattnummer: 1, Registernummer: B0860  |
| Direkt Bild zu diesem Denkmal hochladen | Eiche (Baum)                      | Alexanderdorf, 0,9 km N Ortsrand, Südostecke der Waldinsel; Flur 1, Flurstück 145 ()                               | ehemalig           | Eigenart (Alter, Größe, Ausbildungsform)                   | Blattnummer: 14, Registernummer: B0861 |
| Direkt Bild zu diesem Denkmal hochladen | Fünf Eichen (Baumgruppe)          | Alexanderdorf, N Ortsausgang, am Spielplatz; Flur 1, Flurstück 647, 646 (hist. 177), 644 (hist. 345) ()            | ehemalig           | Eigenart (Alter)                                           | Blattnummer: 15, Registernummer: B0862 |

## Fernneuendorf

### Bäume
| Bild | Bezeichnung  | Lage | Beschreibung | Schutzzweck                                             | Nummer                                 |
| ---- | ------------ | --- | ------------ | ------------------------------------------------------- | -------------------------------------- |
| BW   | Eiche (Baum) | Fernneuendorf, Fernneuendorf, 0,2 km SW Friedhof; Flur 2, Flurstück 179, 178 (52° 7′ 1,4″ N, 13° 23′ 46,1″ O) | ehemalig     | Eigenart (Ausbildungsform), Schönheit (Landschaftsbild) | Blattnummer: 10, Registernummer: B0712 |

### Naturdenkmal Nass
| Bild | Bezeichnung                                     | Lage | Beschreibung | Schutzzweck                | Nummer                                |
| ---- | ----------------------------------------------- | --- | ------------ | -------------------------- | ------------------------------------- |
| BW   | Adlershorst (Quellgebiet, Natürlicher Bachlauf) | Fernneuendorf, bei Neuhof (Gemeinde Zossen), 2,7 km SW Bahnhof, Forsthaus Adlershorst; Flur 5, Flurstück 63, 155, 159, 160 (52° 7′ 40,4″ N, 13° 27′ 0″ O) |              | naturgeschichtliche Gründe | Blattnummer: 1, Registernummer: N0306 |

### Naturdenkmal Trocken
| Bild | Bezeichnung | Lage                                                                                                | Beschreibung | Schutzzweck                | Nummer                                |
| ---- | ----------- | --------------------------------------------------------------------------------------------------- | ------------ | -------------------------- | ------------------------------------- |
| BW   | Erdfall     | Fernneuendorf, bei Sperenberg, O Glagitwerk; Flur 2, Flurstück 1,303 (52° 8′ 6,4″ N, 13° 23′ 13″ O) |              | naturgeschichtliche Gründe | Blattnummer: 1, Registernummer: T0082 |

## Gadsdorf

### Bäume
| Bild                                    | Bezeichnung               | Lage                                                                         | Beschreibung | Schutzzweck                                                    | Nummer                                 |
| --------------------------------------- | ------------------------- | ---------------------------------------------------------------------------- | ------------ | -------------------------------------------------------------- | -------------------------------------- |
| Direkt Bild zu diesem Denkmal hochladen | Eiche (Baum)              | Gadsdorf, Dorfplatz ()                                                       | ehemalig     | Eigenart (Ausbildungsform), Schönheit (Ortsbild)               | Blattnummer: 7, Registernummer: B0646  |
| Fotos hochladen                         | Linde (Baum)              | Gadsdorf, Dorfplatz; Flur 3, Flurstück 27 (52° 11′ 18,7″ N, 13° 19′ 25,3″ O) | ehemalig     | Eigenart (Alter, Größe, Ausbildungsform), Schönheit (Ortsbild) | Blattnummer: 6, Registernummer: B0647  |
| Direkt Bild zu diesem Denkmal hochladen | Dorfeiche Gadsdorf (Baum) | Gadsdorf, Dorfplatz ()                                                       | ehemalig     | Schönheit (Ortsbild)                                           | Blattnummer: 12, Registernummer: B0859 |

## Klausdorf

### Bäume
| Bild                                    | Bezeichnung                | Lage                                                           | Beschreibung | Schutzzweck                                   | Nummer                                |
| --------------------------------------- | -------------------------- | -------------------------------------------------------------- | ------------ | --------------------------------------------- | ------------------------------------- |
| Direkt Bild zu diesem Denkmal hochladen | Dorfeiche Klausdorf (Baum) | Klausdorf, 0,4 km N Friedhof, Dorfaue; Flur 3, Flurstück 87 () | ehemalig     | Eigenart (Alter, Größe), Schönheit (Ortsbild) | Blattnummer: 8, Registernummer: B0805 |

### Naturdenkmal Nass
| Bild | Bezeichnung     | Lage                                                                                              | Beschreibung | Schutzzweck                                                | Nummer                                |
| ---- | --------------- | ------------------------------------------------------------------------------------------------- | ------------ | ---------------------------------------------------------- | ------------------------------------- |
| BW   | Brutluch (Moor) | Klausdorf, 1,2 km S Klausdorf (Kreuzung); Flur 2, Flurstück 268 (52° 8′ 43,7″ N, 13° 24′ 34,1″ O) |              | Erdgeschichtliche Bedeutung, Naturgeschichtliche Bedeutung | Blattnummer: 2, Registernummer: N0104 |

## Kummersdorf

### Bäume
| Bild                                    | Bezeichnung                       | Lage | Beschreibung | Schutzzweck                                     | Nummer                                 |
| --------------------------------------- | --------------------------------- | --- | ------------ | ----------------------------------------------- | -------------------------------------- |
| BW                                      | Stieleiche (Quercus robur) (Baum) | Kummersdorf, kleine Parkanlage gegenüber. Dorfkrug; Flur 2, Flurstück 207 (hist. 53/2) (52° 9′ 27,8″ N, 13° 20′ 31,3″ O) |              | Eigenart (Alter, Größe)                         | Blattnummer: 10, Registernummer: B0661 |
| Direkt Bild zu diesem Denkmal hochladen | Friedenseiche (Baum)              | Kummersdorf, Abzweig Alte Schulstraße, am Gedenkstein; Flur 1, Flurstück 258 (52° 9′ 29,4″ N, 13° 20′ 21″ O)             | ehemalig     | Schönheit (Ortsbild), Landeskundliche Bedeutung | Blattnummer: 3, Registernummer: B0663  |

### Findlinge
| Bild | Bezeichnung | Lage | Beschreibung        | Schutzzweck                                                | Nummer                                |
| ---- | ----------- | --- | ------------------- | ---------------------------------------------------------- | ------------------------------------- |
| BW   | Findling    | Kummersdorf, Ortszentrum, Abzweig Alte Schulstraße; Flur 1, Flurstück 240 (alte Quelle 258) (52° 9′ 28,5″ N, 13° 20′ 21,8″ O) | neben Schulstraße 1 | Erdgeschichtliche Bedeutung, Naturgeschichtliche Bedeutung | Blattnummer: 1, Registernummer: F0601 |

### Naturdenkmal Nass
| Bild | Bezeichnung                             | Lage | Beschreibung | Schutzzweck                                                | Nummer                                |
| ---- | --------------------------------------- | --- | ------------ | ---------------------------------------------------------- | ------------------------------------- |
| BW   | Waldluch Alexanderdorf (Hohlform, Moor) | Kummersdorf, 0,9 km WSW Ortsmitte; Flur 1, Flurstück 11 (Moor), 12 (Moor), 13 (Moor), 14 (Moor) (52° 9′ 12,8″ N, 13° 19′ 32,6″ O) |              | Erdgeschichtliche Bedeutung, Naturgeschichtliche Bedeutung | Blattnummer: 3, Registernummer: N0077 |

## Kummersdorf-Gut

### Bäume
| Bild | Bezeichnung                       | Lage | Beschreibung | Schutzzweck                                  | Nummer                                 |
| ---- | --------------------------------- | --- | ------------ | -------------------------------------------- | -------------------------------------- |
| BW   | Stieleiche (Quercus robur) (Baum) | Kummersdorf-Gut, 700 Meter westlich Mönnigsee, an der Draisinenbahn; Flur 3, Flurstück 51, 246 (52° 6′ 41,5″ N, 13° 22′ 0,1″ O) |              | Eigenart (Alter, Schönheit, Ausbildungsform) | Blattnummer: 11, Registernummer: B0923 |

## Mellensee

### Findlinge
| Bild | Bezeichnung | Lage | Beschreibung | Schutzzweck                                                | Nummer                                |
| ---- | ----------- | --- | ------------ | ---------------------------------------------------------- | ------------------------------------- |
| BW   | Findling    | Mellensee, 0,2 km SW Bahnhof, Abzweig nach Saalow, Achenbachplatz; Flur 1, Flurstück 416 (52° 11′ 5″ N, 13° 24′ 10,1″ O) |              | Erdgeschichtliche Bedeutung, Naturgeschichtliche Bedeutung | Blattnummer: 2, Registernummer: F0584 |

### Naturdenkmal Nass
| Bild | Bezeichnung                                | Lage | Beschreibung                                             | Schutzzweck                   | Nummer                                |
| ---- | ------------------------------------------ | --- | -------------------------------------------------------- | ----------------------------- | ------------------------------------- |
| BW   | Binnensalzstelle Nottekanal (Salzaustritt) | Mellensee, westlich des Kanal, südwestlich der Schleuse, Flur 1, Flurstück 502 (52° 11′ 10,9″ N, 13° 24′ 32,7″ O) | nördlich der Bahnhofsallee; Fläche neben Straße Am Kanal | naturgeschichtliche Bedeutung | Blattnummer: 4, Registernummer: N0365 |

## Rehagen

### Bäume
| Bild                                    | Bezeichnung  | Lage | Beschreibung | Schutzzweck             | Nummer                                 |
| --------------------------------------- | ------------ | --- | ------------ | ----------------------- | -------------------------------------- |
| Direkt Bild zu diesem Denkmal hochladen | Eiche (Baum) | Rehagen, 0,8 km NW Bahnhof (Wäldchen zwischen Neue Zossener Straße, Saalower Straße, Chausseestraße); Flur 4, Flurstück 629 (hist. 383) () | ehemalig     | Eigenart (Alter, Größe) | Blattnummer: 16, Registernummer: B0383 |

### Findlinge
| Bild | Bezeichnung | Lage                                                                        | Beschreibung | Schutzzweck                                                | Nummer                                |
| ---- | ----------- | --------------------------------------------------------------------------- | ------------ | ---------------------------------------------------------- | ------------------------------------- |
| BW   | Findling    | Rehagen, Dorfplatz; Flur 4, Flurstück 132 (52° 10′ 3,5″ N, 13° 21′ 39,6″ O) |              | Erdgeschichtliche Bedeutung, Naturgeschichtliche Bedeutung | Blattnummer: 3, Registernummer: F0598 |

## Sperenberg

### Bäume
| Bild                                    | Bezeichnung                    | Lage                                                                                       | Beschreibung                        | Schutzzweck                                                           | Nummer                                 |
| --------------------------------------- | ------------------------------ | ------------------------------------------------------------------------------------------ | ----------------------------------- | --------------------------------------------------------------------- | -------------------------------------- |
| Direkt Bild zu diesem Denkmal hochladen | Eiche                          | Sperenberg, Puschkinstraße 19; Flur 5, Flurstück 475 ()                                    | ehemalig                            | Eigenart (Alter)                                                      | Blattnummer: 2, Registernummer: B0711  |
| BW                                      | Maulbeere (Morus spec.) (Baum) | Sperenberg, Kirchhof; Flur 5, Flurstück 51 (52° 8′ 28,4″ N, 13° 21′ 56,8″ O)               | auf Altem Friedhof, nördlich Kirche | Eigenart (Alter, Größe), Schönheit (Ortsbild), landeskundliche Gründe | Blattnummer: 13, Registernummer: B0813 |
| Direkt Bild zu diesem Denkmal hochladen | Stieleiche (Baum)              | Sperenberg, Bahnhof, Flur 1, Flurstück 308 (hist. 222/4) ()                                | ehemalig                            | Eigenart (Alter)                                                      | Blattnummer: 1, Registernummer: B0814  |
| BW                                      | Linde (Tilia spec.) (Baum)     | Sperenberg, vor dem Pfarrhaus; Flur 5, Flurstück 54, 581 (52° 8′ 25,4″ N, 13° 21′ 54,6″ O) | vor Haus Karl-Fiedler-Straße 13     | Eigenart (Ausbildungsform)                                            | Blattnummer: 14, Registernummer: B0907 |

### Naturdenkmale Trocken
| Bild | Bezeichnung          | Lage                                                                                                 | Beschreibung | Schutzzweck                | Nummer                                |
| ---- | -------------------- | --- | ------------ | -------------------------- | ------------------------------------- |
| BW   | Gipshut (Aufschluss) | Sperenberg, mittig zwischen Loch 2 und Loch 3; Flur 2, Flurstück 293 (52° 8′ 14″ N, 13° 22′ 38,7″ O) |              | naturgeschichtliche Gründe | Blattnummer: 2, Registernummer: T0943 |

### Findlinge
| Bild | Bezeichnung | Lage                                                                                    | Beschreibung | Schutzzweck                                                | Nummer                                |
| ---- | ----------- | --------------------------------------------------------------------------------------- | ------------ | ---------------------------------------------------------- | ------------------------------------- |
| BW   | Findling    | Sperenberg, 0,2 km NNW Kirche; Flur 5, Flurstück 36/2 (52° 8′ 32,6″ N, 13° 21′ 54,1″ O) | ehemalig     | Erdgeschichtliche Bedeutung, Naturgeschichtliche Bedeutung | Blattnummer: 3, Registernummer: F0596 |